# Чудо в камере № 7
«Чудо в камере № 7» (кор. 7번방의 선물) — кинофильм режиссёра Ли Хванкюна, вышедший на экраны 23 января 2013 года. Один из самых кассовых корейских фильмов всех времён. Лента была несколько раз переснята в разных странах мира — в Индии, Турции, Индонезии и на Филиппинах; планируются испанский и голливудский ремейки.

## Сюжет
Молодой адвокат Йесын поднимает дело своего давно казнённого отца Йонгу, чтобы очистить его имя. Много лет назад, в 1997 году, он был арестован и приговорён к смерти за убийство и изнасилование 9-летней дочери комиссара полиции. До исполнения приговора его отправляют в тюрьму. Положение Йонгу осложняется тем, что он умственно отсталый и не всегда способен постоять за себя. Поначалу сокамерники, как и сотрудники тюрьмы, относятся к нему негативно, однако вскоре его доброта и простодушие склоняют окружающих на его сторону. Сокамерники решают помочь Йонгу и устроить ему встречу с Йесын...

## В ролях
- Рю Сынрён — Йонгу
- Каль Совон — Йесын в детстве
- Пак Синхе — взрослая Йесын
- О Дальсу — Со Янхо
- Чун Мансик — Син Понсик
- Пак Вонсан — Чой Чунхо
- Ким Чжунтэ — Манбум
- Чун Чинъюн — Хван Чанмин

## Награды и номинации
- 2013 — премия «Голубой дракон» за самый популярный фильм, а также номинация в категории «Лучший актёр» (Рю Сынрён).
- 2013 — три премии «Большой колокол»: приз жюри (Каль Совон), лучший сценарий (Ли Хванкюн), лучший актёр (Рю Сынрён). Кроме того, лента получила 10 номинаций: лучший режиссёр (Ли Хванкюн), лучшая актриса (Каль Совон), лучший актёр второго плана (О Дальсу), лучшая актриса-дебютантка (Каль Совон), лучшая операторская работа, лучшая музыка, лучший монтаж, лучшая работа художника-постановщика, лучшее освещение, лучшие костюмы.